# Décembre 1793

## Événements

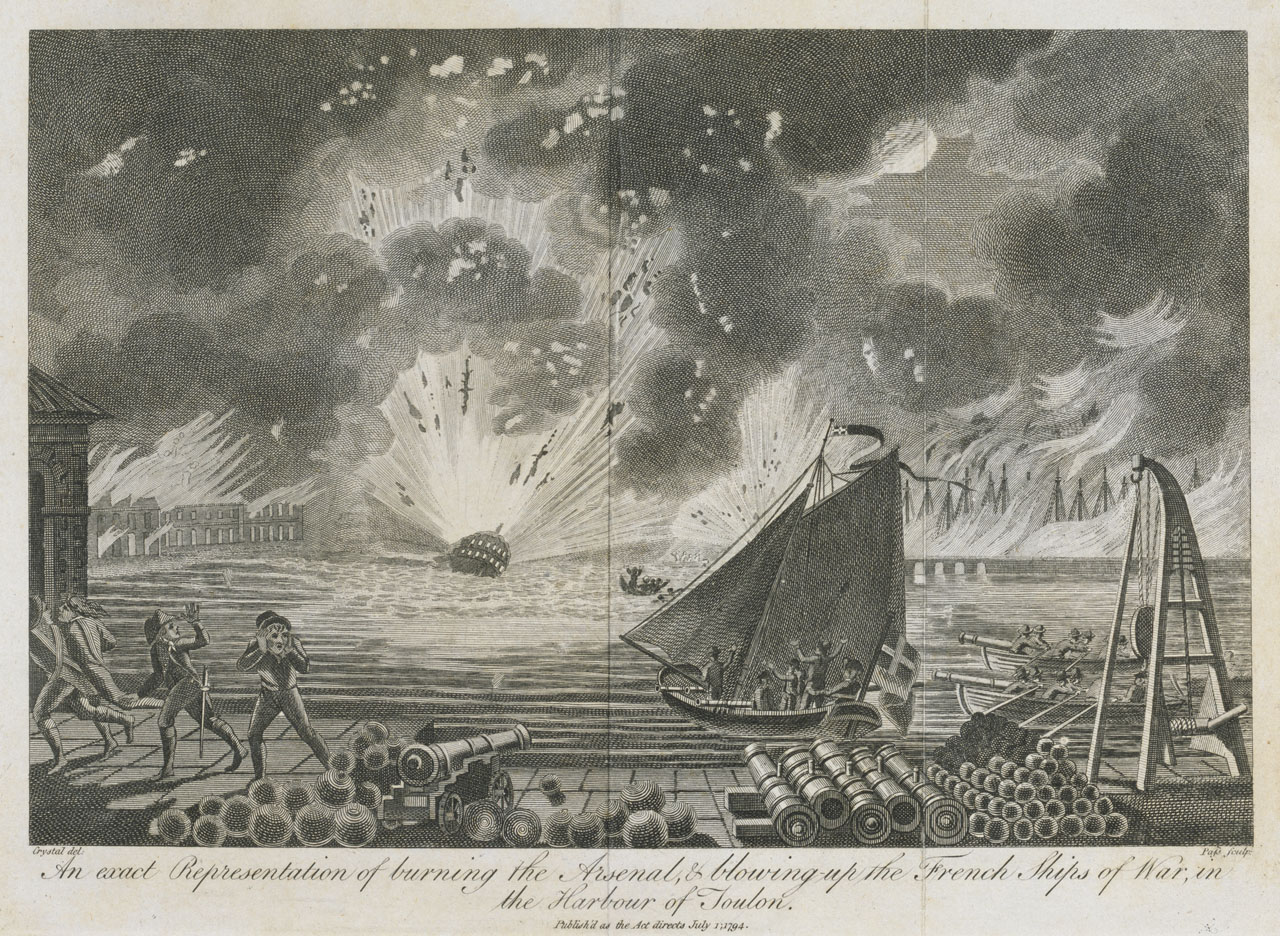
18 décembre : fin du siège de Toulon. Incendie d'une partie des vaisseaux français lors de l'évacuation du port par les Anglais.

- 2 décembre (12 frimaire an II) : bataille de Berstheim.

- 3 - 4 décembre (13 - 14 frimaire an II) : siège d'Angers.

- 4 décembre (14 frimaire an II) : décret du 14 frimaire an II sur l’assèchement des marais (conjuration contre les carpes).

- 6 décembre (16 frimaire an II) : bataille de l'île de Bouin. Le même jour, sur la proposition de Robespierre, la Convention décrète la liberté des cultes, afin de lutter contre la déchristianisation.

- 7 décembre (17 frimaire an II) : bataille du Bois-de-Céné.

- 8 décembre (18 frimaire an II) : deuxième bataille de Legé.

- 8 au 11 décembre (18 au 21 frimaire an II) : bataille de La Flèche

- 9 décembre : Noah Webster édite le premier quotien américain : l'American Minerva.

- 10 décembre (20 frimaire an II) : bataille de Pontlieue.

- 11 décembre (21 frimaire an II) : bataille des Quatre-Chemins.

- 12 décembre (22 frimaire an II) :
  - les Vendéens sont vaincus à la bataille du Mans;
  - Couthon est élu président de la Convention.

- 12 au 13 décembre (22 au 23 frimaire an II) : bataille du Mans.

- 15 au 19 décembre (25 au 29 frimaire an II) : bataille du col de Banyuls.

- 19 décembre (29 frimaire an II) : Dugommier et Bonaparte reprennent Toulon[1].

- 22 décembre (2 nivôse an II) : bataille de Wœrth-Frœschwiller.

- 23 décembre (3 nivôse an II) : les Vendéens sont écrasés par Westermann à la bataille de Savenay. Fin de la Virée de Galerne.

- 26 au 29 décembre (6 au 9 nivôse an II) : 2e Bataille de Wissembourg[2].

- 28 décembre (8 nivôse an II) : Thomas Paine, député à la Convention montagnarde est ami des Girondins et d’origine anglaise, il est victime de la Terreur et se trouve incarcéré, il est emprisonné jusqu'au 4 novembre 1794 (14 brumaire an III). En prison, il finit la rédaction du Siècle de la raison, livre dans lequel il exprime sa profession de foi déiste. Il se défend d’être anglais et en appelle à l’ambassadeur américain, le gouverneur Morris, mais il ne fait rien pour le libérer. Thomas Paine en voulut également à George Washington de ne pas être intervenu en sa faveur[3].

- 31 décembre (11 nivôse an II) : bataille de Machecoul

## Naissances
- 25 décembre : Ludwig Thienemann, médecin et naturaliste allemand († 24 juin 1858)
- 29 décembre : Jean-Joseph Bilfeldt, peintre français († 17 janvier 1858)

## Décès
- 8 décembre (18 frimaire an II) :
  - Étienne Clavière, financier genevois, personnalité politique de la Révolution, condamné par le tribunal révolutionnaire il se suicide à la prison de la Conciergerie (° 1735).
  - Madame du Barry, ancienne favorite de Louis XV, guillotinée sur ordre du tribunal révolutionnaire.
  - Jean-Baptiste Noël (avocat, Grand-Chancelier de Chapitre, député à la Convention), guillotiné à la suite de la précédente Madame du Barry.

- 29 décembre (19 frimaire an II) : Philippe-Frédéric de Dietrich (né en 1748), savant et homme politique alsacien.